# 中國流寇史
流寇又稱流賊，是指流動的土匪、強盜，尤指明朝末年的流寇。流寇並非明朝所特有，清之白蓮教、捻亂也屬流寇性質。李心傳稱：“天下大亂，乃貴賤貧富更變之時”。
流民、饑民往往是流寇的基本組成，连年征战、天灾人祸，导致许多地方出现了流民，流民自然就演变成了流寇。事實上流寇組成份子相當複雜，有逃丁、邊兵、驛卒、礦徒、饑民等。因此管仲提出“禁迁徙、止流民、圉分异”的政策，限制人口的流动。《商君书·垦令》中则提出“使民无得擅徙”。

## 漢朝
汉光武帝时，青犊作亂，建武三年（27年），耿弇在吴漢属下与蓋延共破青犢流賊，在穰县战胜延岑。
漢靈帝年間，冀州鉅鹿縣（今河北寧晉縣西南）人張角、張梁、張寶兄弟三人，宣揚太平道，信奉黃老，通法術，張角在民間活動十多年，有三、四十萬人加入。有司徒杨赐等官员上表朝廷，要求捕杀太平道首领，驱散教民，但漢廷並未引起警觉，未尝壓制。
中平元年（184年），張角相約信眾在三月五日以“蒼天已死，黃天當立，歲在甲子，天下大吉”為口號興兵反漢。起事前一個月，張角的門徒唐周告变，供出京師的內應馬元義，馬元義被車裂，官兵大力逮殺信奉太平道信徒，誅連千餘人，並且下令冀州追捕張角。张角自称“天公将军”。长期在青、徐、兖、冀四州流动作战，“殊不畏死，父兄殲殪，子弟群起”，史稱黃巾之亂。當時的统治阶级称之为“蚁贼”。
漢廷於三月戊申日拜何進為大將軍，率左右羽林軍五營士屯於都亭，整點武器，鎮卫京師；又自函谷關、大谷、廣城、伊闕、轘轅、旋門、孟津、小平津等各京師關口，設置都尉駐防；下詔各地嚴防，命各州郡準備作戰、訓練士兵、整點武器、召集義軍，如劉備就受到商人張世平、蘇雙資助組織義軍投靠校尉鄒靖討賊立功。
南陽张曼成率领黄巾軍攻克郡城，杀太守褚贡。四月，朱俊為黃巾波才所敗。汝南黃巾敗太守趙謙於邵陵。廣陽黃巾殺死幽州刺史郭勛及太守劉衛。五月，皇甫嵩聯合朱俊復與波才等戰於長社，官兵大破之。六月，南陽太守秦頡擊敗張曼成，斬殺之。
中平元年(184年)，漢靈帝封董卓为中郎将，命他讨伐黄巾军，却失败，然后被免职。
中平五年（188年），黃巾餘黨再次發起叛乱，黃巾餘部紛紛起事。二月，郭泰等於西河白波谷起事，攻略太原郡、河東郡等地。四月，汝南郡葛陂黃巾軍再起，攻沒郡縣。十月，青州、徐州黃巾贼又起，攻略郡縣。十一月，漢廷派遣鮑鴻進討聲勢最大的葛陂黃巾，雙方大戰於葛陂，鮑鴻軍敗。中平五年 (188年)，韩遂和边章再度來犯，朝廷封董卓為前將軍，與左將軍皇甫嵩大破韩遂等。因漢靈帝下放權力，助長地方軍擁兵自重，各群雄互相攻擊，逐鹿中原，甚至東漢皇帝在軍閥手中如同無物，黃巾之乱成為東漢滅亡的導火線。
汉献帝建安三年四月。曹操平定青州黄巾之乱。

## 唐朝
中和三年四月黃巢撤出长安，入商洛山。五月，黄巢派左军中尉孟楷进攻蔡州。秦宗权战败投降，孟楷移师转攻陈州。陈州刺史赵犨果断出击，对其军队发起猛攻，大败之，孟楷被俘殺。黄巢异常悲愤，与秦宗权合兵将陈州团团围住，“掘堑五重，百道攻之”，“贼围陈郡百日，关东仍岁无耕稼，人饿倚墙壁间，贼俘人而食，日杀数千。贼有舂磨砦，为巨碓数百，生纳人于臼碎之，合骨而食，其流毒若是。”。
黃巢再度攻入長安時，“賊怒坊市百姓迎王師，乃下令洗城。丈夫丁壯，殺戮殆盡，血流成渠”。

## 宋朝
建炎三年四月，薛庆袭据高邮军。次月，受张浚招抚。
建炎三年十一月，刘忠犯蕲州，据岳州平江。绍兴二年九月为韩世忠击溃，次年四月为部下所杀。
建炎四年十月，王善余党祝友叛亂。绍兴二年二月，归降刘光世军。

## 明朝
成化元年（1465年）三月劉通、石龍、馮子龍等於房縣大石廠立黃旗起義，杀都指挥以下军官三十八人，擁眾數十萬。成化六年十一月，又有劉通旧部李原、小王洪起義，流民附和者達百萬人，史稱鄖陽民變。朝廷派白圭、项忠指挥镇压，四路围攻，最终平定民变。成化十二年（1476年）设立郧阳抚治以及郧阳府等州县进行管理。
《汉阴县志》載，“（万历）四十三年，流贼劫掠乡村，出没无常，为地方患。”
《霍州志》载，“天启三年，流寇突至霍州南关，杀数人。”
《洋县志》载，“天启四年七月，流贼突至斜堰河坝，杀死周之弘，邑为骚动。”
《国榷》载四川巡抚尹同皋之言：“陕西流盗由保宁入川，蹂躏广元、神宣之间。天启六年八月，神宣指挥吴三桂御之，斩三级，一系贼魁。十二月，又从眉林沟入犯，守备王虎等御之，斩纪守恩等十二人，追至宁羌界。秦蜀两道，事权宜兼制，乞敕陕西各道府多方缉抽。从之。”
崇祯二年二月初八日戶科給事中劉懋上疏，议裁驿站冗卒，被裁失业的驿卒与逃兵才与流寇合流，流賊遍及山西、陝西、河南、湖北、四川等省。
王鐸《兵部尚書節寰袁公（袁可立）夫人宋氏行狀》：“乙亥二月，流寇薄睢陽城下，睢之厚資家多遁去或穴地內金焉。”
崇祯四年七月杨鹤奏疏中说：“诸贼穷饿之极，无处生活，兵至则稽首归降，兵去则抢掠如故。此必然之势。”
崇祯三年王左挂受抚，同年八月，陕西巡按李应期、延绥巡抚洪承畴和总兵杜文焕秘密把王左挂、苗登云等九十八人全部杀害。
崇祯四年四月，“洪承畴命守备贺人龙劳降人酒，降人入谢，伏兵斩三百二十人。”
崇祯四年五月，王嘉胤到晋东南的沁水、阳城一带。曹文诏部尾随追击，“贼势甚众，不能取胜。”六月初二日，张立位和王嘉胤的部将王国忠把王嘉胤灌醉刺死。
崇祯四年九月，神一魁占领宁塞县城。不久，神一魁被部将黄友才等杀死。
崇祯四年十二月，黄友才和刘五、郝临庵、可天飞等部围攻环县，县印同知赵应兰自缢死。洪承畴调甘肃总兵杨嘉谟、宁夏总兵贺虎臣出擊。黄友才被击死，可天飞和郝临庵部撤往甘肃环县以北。
崇祯五年二月，可天飞、郝临庵围攻庆阳府城。洪承畴派临洮总兵曹文诏前往解圍。三月十三日，曹文诏和甘肃总兵杨嘉谟在西壕擊殺一千多人。
乾隆六年《沁州志》记载：“崇祯五年冬，闯贼李自成侄一只虎李过，破辽州及傍郡县，士民无不望风投顺。”
崇祯六年十一月，张妙手、闯塌天、满天飞，邢红狼、李自成等，向京营总兵王朴伪称愿意接受招安，王朴和监军太监杨进朝、卢九德不知是计，同意接受投降。
崇祯七年春，陈奇瑜调各路官军會師河南陕州（今陕县），移师南下，向湖北均县、竹山一带进剿。李自成、张献忠等部进入陕西。於汉中栈道，入险地，又大雨七十多天，“弩解刀蚀，衣甲浸，马蹄穿，数日不能一食。”起义军首领决定伪降，派人“入奇瑜营，遍贿左右。”陈奇瑜決定招抚，受抚人数有四万多名，流賊脫險後，“尽缚诸安抚官，或杀、或割耳、或杖责、或缚而掷之道旁。攻掠宝鸡、麟游等处，始纵横不可制矣。”。给事中顾国宝和陕西巡按傅永淳等上疏指责陈奇瑜主抚误了大事，崇祯七年十一月，陈奇瑜被革职拿问。
崇祯七年，农民军由山西渡河进军河南。横行狼、一斗谷、扫地王、满天星等八营部众十余万西入武关，“山阳、镇安、商南同日陷。”接著向西安挺进。崇祯七年正月十五日攻克洵阳、紫阳，平利、白河。另一支部隊由李自成、马守应、张献忠等率領进入卢氏山区。崇祯八年正月，明兵科给事中常自裕在奏疏中说:“大小七十二营之贼，有二三十万之多，蜂屯伊、嵩、宛、洛之间，有侵汝宁、郑、宋之意。”河南巡抚玄默请求朝廷调兵堵剿。
崇祯八年正月上旬，李自成经河南汝宁府东入安徽，十一日攻克颍州，前總督张鹤鸣被处死。崇祯八年正月十五日，扫地王、太平王等部进抵凤阳，放火烧皇陵享殿和龙兴寺。崇禎帝严令追查责任。凤阳巡抚杨一鹏被处死列，巡按凤阳御史吴振缨遣戍，守陵太监杨泽自杀。
崇祯八年六月，李自成部围攻甘肃宁州（今宁县），明副总兵艾万年、刘成功、柳国镇奉命出擊，双方交手於宁州襄乐镇。艾万年、柳国镇均被击毙，部卒被歼灭一千多人。刘成功與王锡命重伤逃走。
曹文诏以“敢斗”著名，“诸将在阵，于胁从者纵令逃去，文诏必尽杀，无一存者。变蛟亦然。”，曹文诏在真宁（今正宁）县境的湫头镇陷重围，自刎死。
崇祯八年十一月，李自成和满天星经同官、宜君、宜川，在韩城驻扎四十多天。九年正月十二日前往郃阳、澄城。洪承畴檄调左光先和甘肃总兵柳绍宗合击於盐池（今宁夏海原县），过天星投降。
崇祯九年李自成占领米脂、绥德一带，山西巡抚吴甡加强黄河的防御，李自成在宁夏、甘肃地区活動。是年九月，李自成、过天星、混天星等自秦州取道徽州、略阳，向汉中进军。
崇祯九年五月，卢象升部聚集于豫西洛阳一带。双方在盩厔（周至）展开了激烈的战斗。乾公鸡张二、一斗谷黄龙等私下向贺人龙投降。
崇祯十一年李自成败于梓潼，仅十八骑逃出重围，蛰伏于商洛山中。
崇祯十六年十月李自成頒《掠金令》規定助餉“九卿五萬，中丞三萬，監司萬兩，州縣長吏半之。”大順軍佔領區皆設官治事，在城固縣，“賊索餉，加以炮烙”；在汾陽，“搜括富室，桁夾助餉”。在宣化，“權將軍檄徵紳弁大姓，貫以五木，備極慘毒，酷索金錢”。诸刑皆备，除刑具夹拶，“外有铁藜花、吕公绦、红绣鞋之名”。
崇祯十七年三月十九日李自成進入紫禁城，明朝滅亡。李自成對崇禎屍體大放悲聲：“我來與汝共用江山，如何尋此短見?”大顺军将士沈湎酒色，“自成与刘、李诸贼分宫嫔各三十人，牛、宋诸贼臣亦各数人” ；而且“刘宗敏、李过、田见秀等归所据第，呼莲子胡同优伶、娈童各数十，分佐酒，高踞几上，环而歌舞。喜则劳以大钱，怒即杀之。诸伶含泪而歌，或犯闯字，手斩其头，血流筵上”。大顺士兵在民家，“责男子饲马，妇女执黉、供酒浆，搜索银钱，发屋掘地不已。女年十二三、妇年五十皆不免。……奸汙妇女，三五朋淫，去来无定。”为防止居民逃亡，“先令十家一保，如有一家逃亡者，十家同斩。十家之内有富户者，闯贼自行点取籍没，其中下之家，听各贼分掠。又民间马骡铜器，俱责令输营．于是满城百姓，家家倾竭。”
明朝末年，連年戰爭，瘟疫暴虐，到處都是白骨蔽野、荒村彌望的慘象。軍需供給困難，李自成歎曰“今軍需匱甚。”三月二十三日，李自成在文華殿召見明朝降官時稱：“朕只為幾個百姓，故起義兵。”刘宗敏、李过等大索京官，“严刑拷掠，罄衣币金银诸器”。
李自成兵敗山海關後，德州“諸生謝陛，一呼而起，殺傑（大順防禦使關傑）、徵文（州牧吳徵文）。移告遠近，殺逐偽官，入來附者四十餘州縣”，“河北、山東郡縣，各殺偽官起義”。
四月二十六日李自成敗退北京城後，“縱其下大肆淫掠，無一家得免者”；並將所掠物資裝載西運。

## 清朝
嘉慶二年（1797年），明亮、德楞泰總結白蓮教“行不必裹糧，住不藉棚帳，黨羽不待徵調，蹂躪於數千里”“東奔西竄，無久占之地，無一定之所，以劫掠為生”的流動作戰方式，進呈《籌令民築堡禦賊疏》一文。
清咸豐二年（1852年），皖北大旱，造成飢荒，次年開始有人作亂，稱捻軍，“捻”是淮北方言，捻军起源於安徽、河南一帶有游民「捻紙作法」，於節慶時聚眾表演，為人驅除災難以牟利，早期本為募捐香油錢，後來開始恐嚇勒索，逐漸成為盜匪。越是荒年歉收，入捻人數越多，所謂“居者為民，出者為捻”，而清朝官方称之为捻匪。最後分為東西兩支，由李鴻章、左宗棠平定。

## 民國
1932年傅斯年发表的《中国现在要有政府》一文中，公开称共产党是祖传的流寇。